# Escuela Técnica Superior de Ingeniería (Universidad de Valencia)
La Escuela Técnica Superior de Ingeniería (ETSE-UV, por su nombre en valenciano Escola Tècnica Superior d'Enginyeria) es un centro docente de la Universidad de Valencia que imparte diferentes estudios técnicos. Esta infraestructura se encuentra situada en el término de Burjasot (Valencia) y se fundó en 2003. Antiguamente los estudios técnicos estaban distribuidos entre distintas facultades de la Universidad de Valencia. Desde 2003 los estudios se reagrupan y comienzan a impartirse en la ETSE-UV.

## Historia
Este centro nace fruto de la larga tradición y experiencia de la Universitat de València en las disciplinas técnicas. Para encontrar la primera semilla de este proyecto científico, es necesario remontarse a 1949, cuando en la capital del Turia se creó la cátedra de química técnica, acontecimiento que daría paso a la aparición de varias líneas de investigación. Poco tiempo después aparecieron los primeros grupos importantes de investigación, así como algunas líneas de trabajo en sectores como la informática o la electrónica.
Con los años, esta red científica fue extendiéndose y empezaron a impartirse enseñanzas alrededor de estas disciplinas. Concretamente fue en el curso 1976/1977 cuando se empezó a estudiar la especialidad química industrial en la licenciatura en ciencias químicas y también la especialidad de electricidad, electrónica e informática en la licenciatura en ciencias físicas. Este crecimiento fue en buena parte gracias a la gran acogida tanto de estudiantes como de docentes que mostraron un gran interés por el tema. En este período, las aplicaciones tecnológicas atravesaban una etapa de gran éxito en el país.
El impulso definitivo que necesitaban estas disciplinas llegó de la mano de la reforma de estudios universitarios (LRU), donde todas estas especialidades pasaron a ser carreras completas, con planes de estudios, asignaturas y metodologías particulares y de donde saldrían profesionales técnicos, con conocimientos específicos en materias científicas y tecnológicas, totalmente capacitados para resolver los problemas y las necesidades de la sociedad, abocada al inminente desarrollo tecnológico. Estas carreras han ido ganando prestigio y reconocimiento hasta el punto de situarse entre las que cuentan con mejor salida laboral y menor índice de tiempo para encontrar trabajo.
Hasta 2003, todos estos estudios estarían localizados en las facultades de física y química. A partir del año siguiente, fue confeccionándose lo que hoy es la ETSE, consiguiendo en 2011 el inicio de un curso en un nuevo espacio dedicado única y exclusivamente a las enseñanzas técnicas. 
Al 2022, la ETSE-UV cuenta con varios grupos de investigación repartidos entre todos los departamentos: Ingeniería Química, Ingeniería Electrónica e Informática. Además, está en contacto permanente con el Instituto de Robótica (IRTIC) y con otras instituciones dedicadas a la investigación.

## Instalaciones
El edificio actual de la Escola Tècnica Superior d'Enginyeria, así como sus instalaciones, son de construcción reciente y han sido proyectadas como una pequeña ciudad modular y estratificada, dispuesta en cuatro niveles a lo largo de los cinco bloques existentes. Los dos inferiores se dedican al aparcamiento, seminarios, aulas y laboratorios docentes. Los dos superiores, a despachos y laboratorios de investigación en tres departamentos diferenciados: Informática, Ingeniería Electrónica e Ingeniería Química.
Las instalaciones disponen de una amplia terraza interior dónde se brinda un servicio de cafetería y restauración que se complementa con las zonas de pícnic situadas en las diferentes zonas ajardinadas entre bloque.
En cuánto a espacios de libre uso encontramos una sala de Coworking que cuenta con área de descanso, ordenadores, pizarras y proyector. 
Por otra parte, anexa a la sala de lectura “Joan Espí” que cuenta con cabinas de estudio compartidas y privadas para grupos, encontramos una sala de ordenadores a libre disposición.

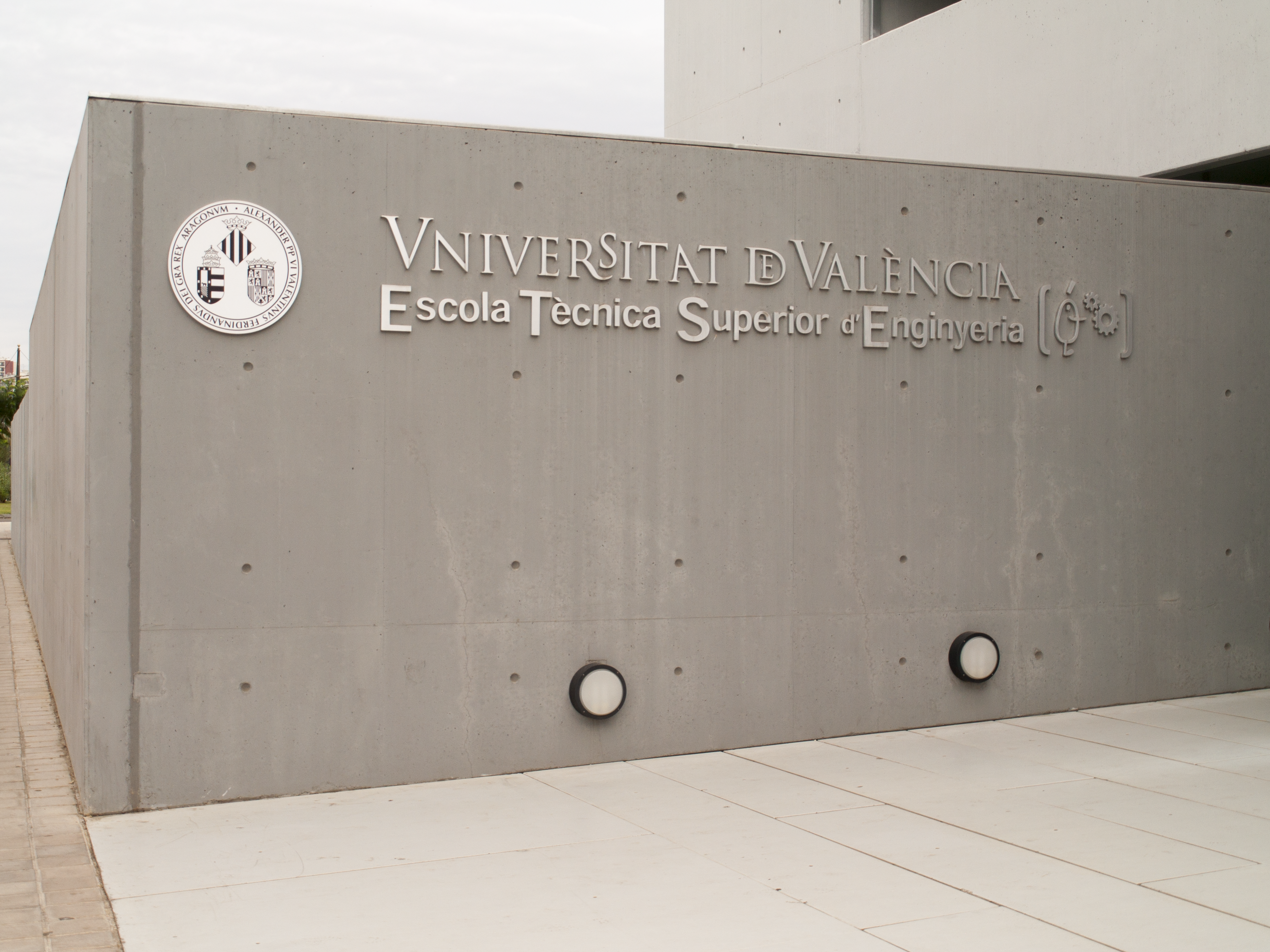
Entrada principal
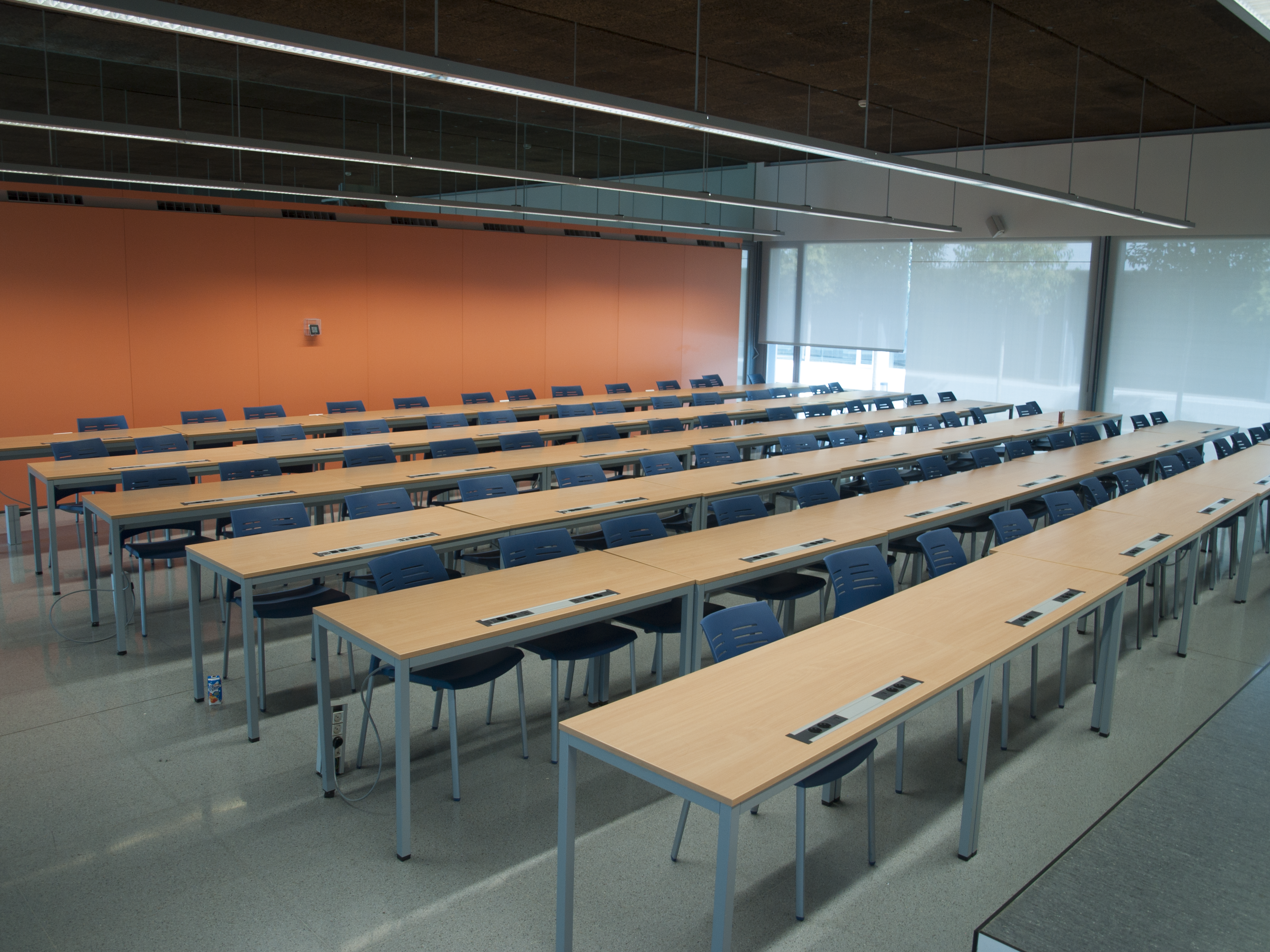
Clase
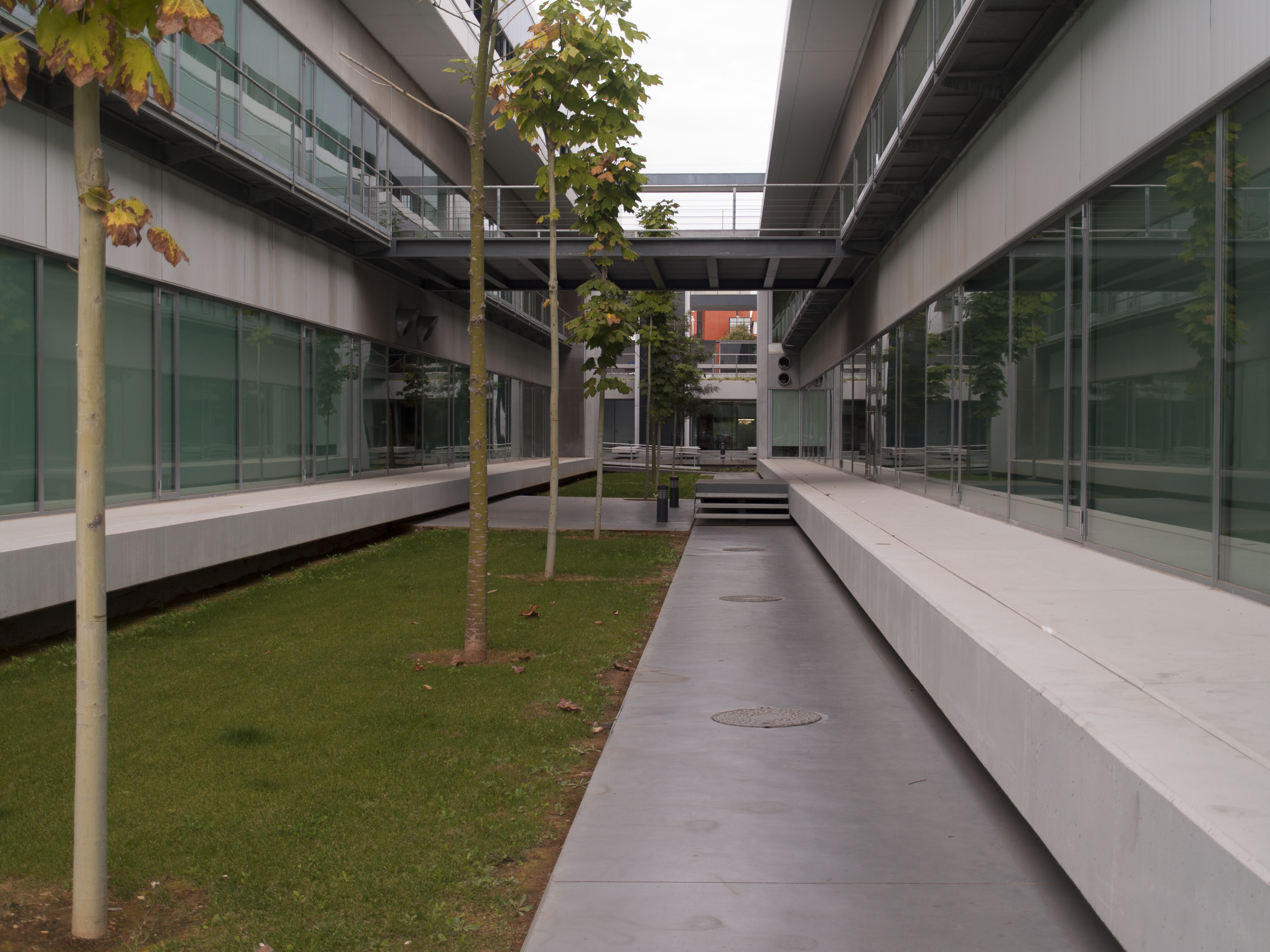
Pasillo entre bloques
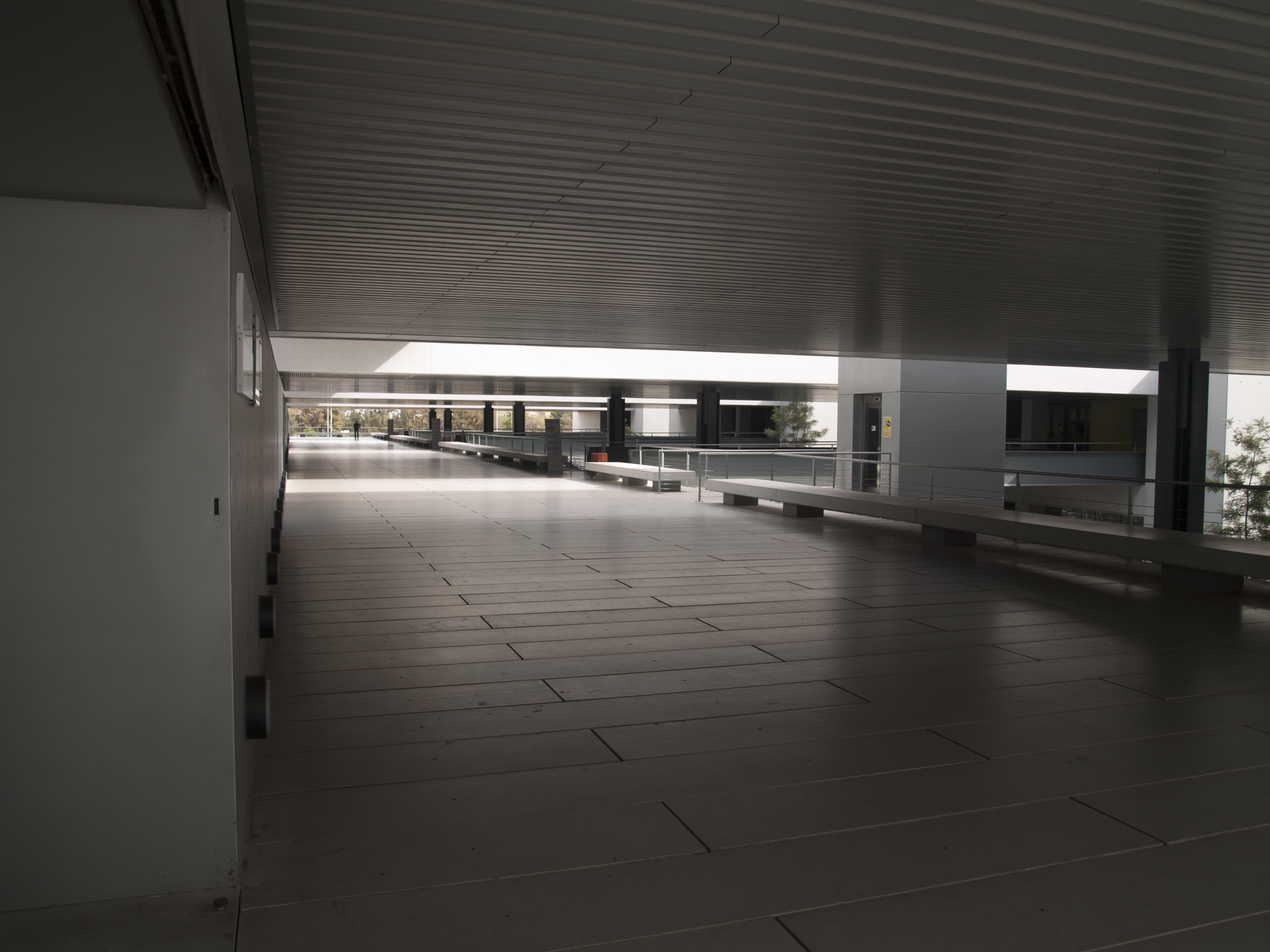
Pasillo principal
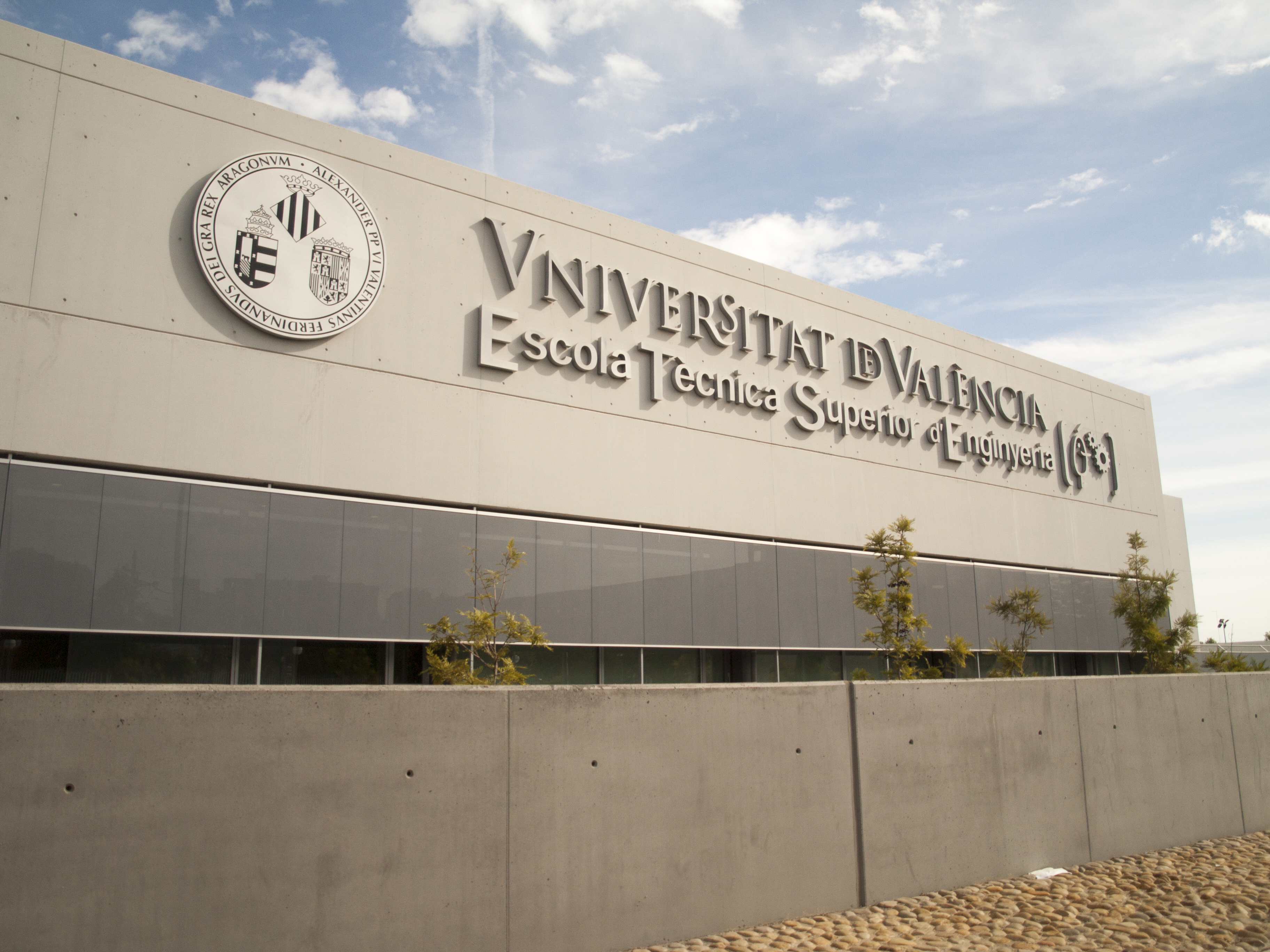
Fachada principal

## Formación

### Titulaciones de grado
- Grado en Ingeniería Electrónica Industrial
- Grado en Ingeniería Electrónica de Telecomunicación
- Grado en Ingeniería Informática
- Grado en Ingeniería Multimedia
- Grado en Ingeniería Química
- Grado en Ingeniería Telemática
- Grado en Ciencia de Datos
- Doble Grado en Química e Ingeniería Química
- Doble Grado en Matemáticas e Ingeniería Informática
- Doble Grado en Matemáticas e Ingeniería Telemática

### Titulaciones de máster
- Ingeniería Ambiental
- Ingeniería Electrónica
- Ingeniería de Telecomunicación
- Bioinformática 
- Ingeniería Química 
- Ciencia de Datos 
- Tecnologías Web, Computación en la Nube y Aplicaciones Móviles 

### Programas de doctorado
- Tecnologías de la Información, Comunicaciones y Computación
- Ingeniería Electrónica
- Ingeniería Química, Ambiental y de Procesos

## Asociaciones

### AdR
El AdR es la Asamblea de Representantes de  Estudiantes y es el máximo órgano de representación de los estudiantes del centro. Está formada por los representantes elegidos por cada clase de las distintas titulaciones del centro y por los representantes de estudiantes en la Junta de Centro y en el Claustro.
Sus funciones van desde distribuir los presupuestos para las diversas actividades hasta proponer las medidas que se consideren oportunas para defender los derechos e intereses de los estudiantes que  en asamblea son aprobadas.
Están en continuo contacto con los colegios profesionales que regulan la profesión a determinados grados impartidos en la escuela, para apoyar a compañeros en su futuro laboral.

Ejercen la representación externa en las distintas sectoriales estatales en las que son socios: AERRAAITI, CEET y RITSI. El AdR ETSE es socio fundador del CEET y RITSI y formando parte de juntas directivas de algunas de éstas asociaciones.

### IEEE Student Branch
Desde 2011, l'ETSE-UV dispone de su propia rama IEEE, asociación sin ánimo de lucro de ámbito mundial que se encarga de dar soporte a la teoría y aplicaciones de la ingeniería. Cuenta con más de 50 asociados (estudiantes, graduados y doctorados). El objetivo principal de la asociación es fomentar el estudio y la investigación por medio de la participación colectiva de todos los grados en proyectos en que todas las disciplinas tengan cabida.

Desde 2013 han puesto en marcha diversas iniciativas de fomento del estudio y uso de nuevas tecnologías por medio de cursos, seminarios, proyectos abiertos y canales educativos en las redes sociales.